# Akt

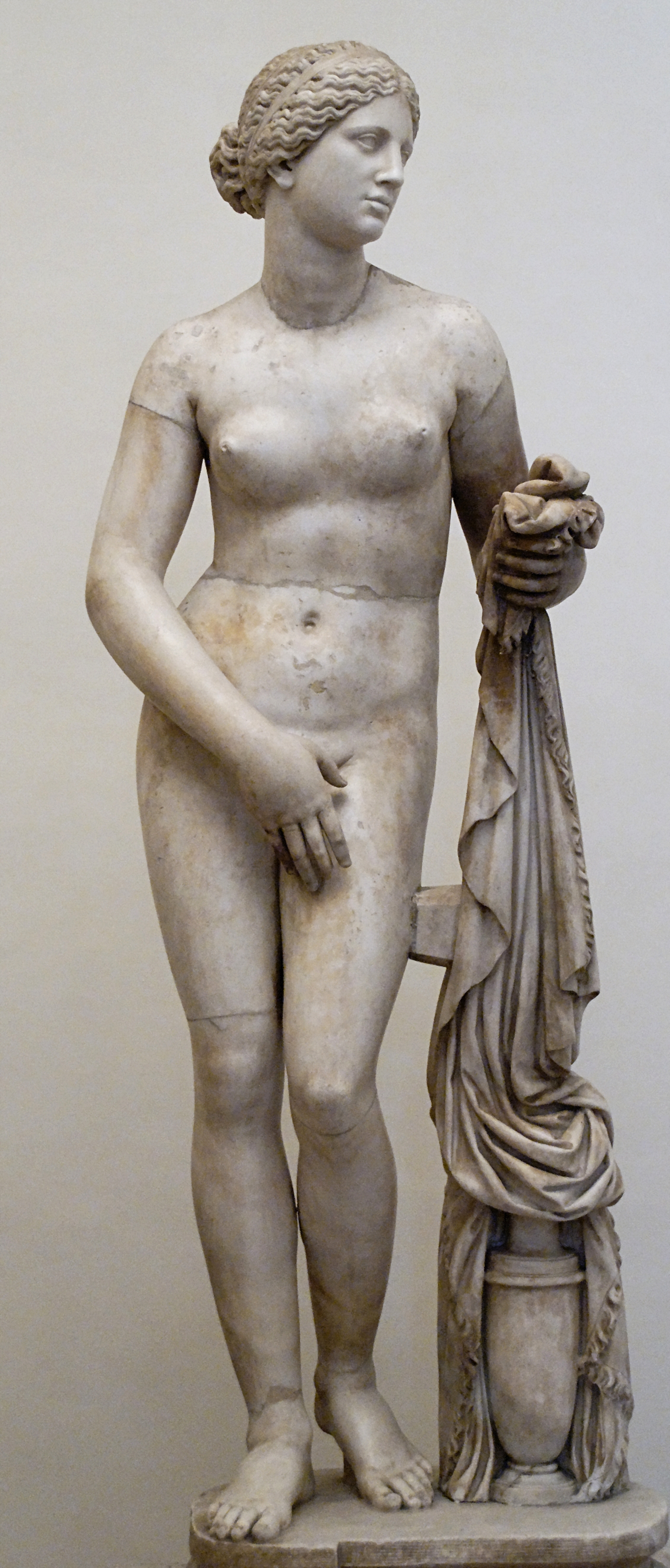
Afrodyta knidyjska, kopia rzymska

Akt (łac. actus „czyn, działanie” od ago, agere „czynić, działać, robić”) – przedstawienie nagiego ciała ludzkiego w sztuce, zazwyczaj wykonane w oparciu o studium z żywego modela. Akt jest jednym z najważniejszych tematów malarskich i fotograficznych w dziejach sztuki, oraz podstawowym tematem rzeźby. Akt może pojawić się jako samodzielny temat bądź jako część większej kompozycji. Jest uważany za podstawę artystycznego wykształcenia.

## Historia aktu

### Prehistoria i starożytność

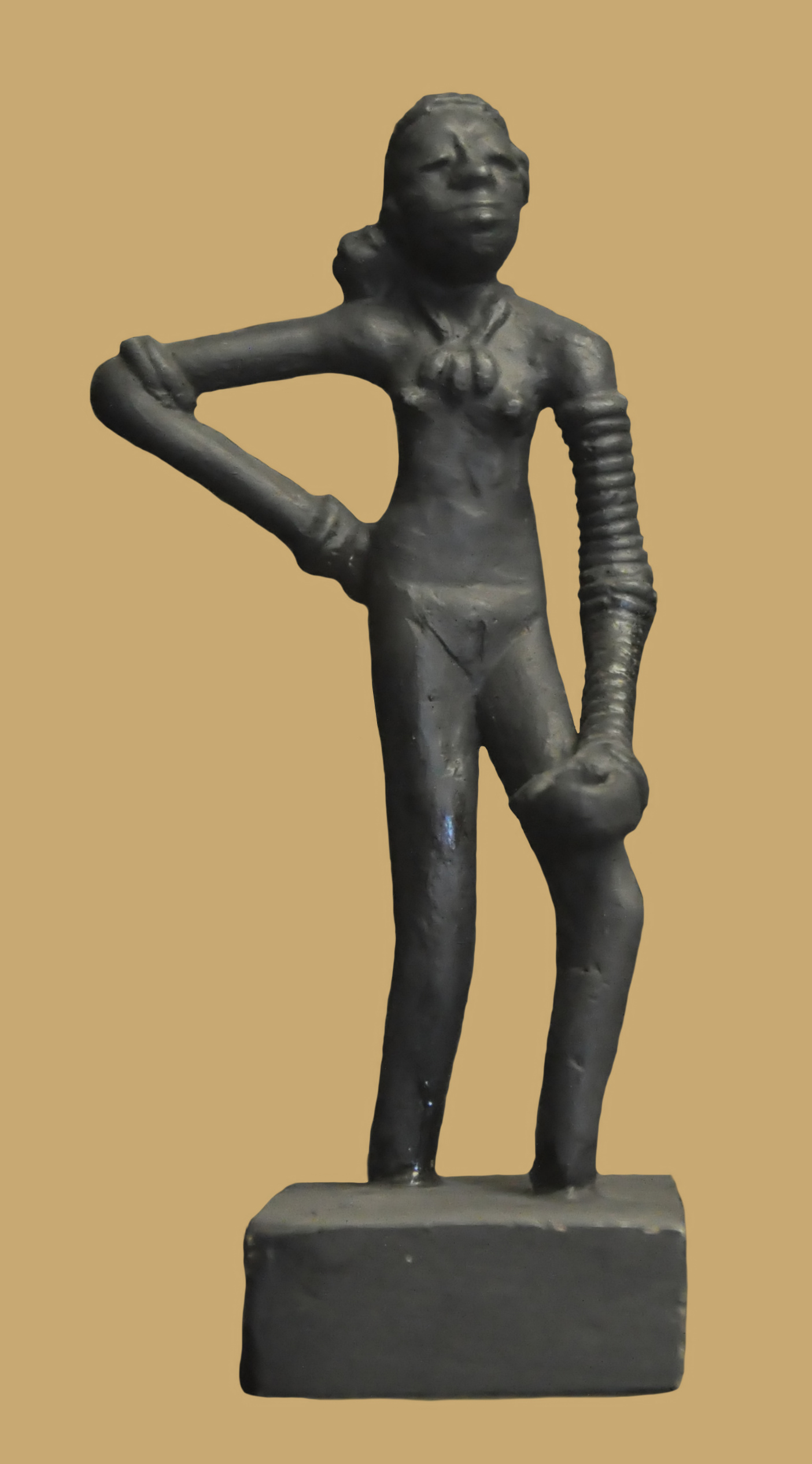
Tancerka z Mohendżo-Daro

Pierwsze znane rzeźby, pochodzące z czasów prehistorycznych, przedstawiały nagie kobiety, symbolizujące najprawdopodobniej Płodność (np. Wenus z Willendorfu). Później pojawiały się również symboliczne figurki męskie z wyrazistym członkiem.
W starożytnym Egipcie w okresie Starego Państwa nago przedstawiano tylko dzieci i osoby z niższego stanu (np. statua „Pisarza z Sakkara”). W okresie Nowego Państwa tworzono już liczniejsze akty (głównie przedstawiając tancerki i muzykantki, ale też np. „Dwie nagie księżniczki”). Kultura minojska prezentuje akty dobrze oddające już ruch i formę, m.in. figurki nagich akrobatów.
Akt znany jest też w cywilizacji doliny Indusu (np. „Tancerka” z Mohendżo-Daro).
W antycznej Grecji rozwinął się natomiast nawet wręcz kult nagiego ciała, fizycznej sprawności i siły.
Antyczny akt w rzeźbie jest poświęcony poszukiwaniu idealnej formy ludzkiego ciała. Poliklet rzeźbi posąg Doryforosa, wyznaczając nim kanon postaci ludzkiej. Pierwsze greckie akty – kurosi – przedstawiały mężczyzn, zwycięzców igrzysk. Za pierwszy akt kobiecy w sztuce greckiej uważana jest, znana tylko z rzymskiej kopii – Afrodyta Knidyjska Praksytelesa.
W epoce hellenistycznej występują akty klasycyzujące (np. Wenus z Milo), heroizowane (szkoła rodyjska) i o charakterze erotycznym (szkoła aleksandryjska).
Rzeźba rzymska rozwijała się w ścisłej zależności od greckiej, dopiero schyłek antyku i chrześcijaństwo wprowadzą daleko idące zmiany.
Starożytne malarstwo, zachowane jedynie w nielicznych przykładach, pozostaje dla nas niedostępne, choć pewne wyobrażenie mogą dawać zachowane freski z Kazanłyku, gdzie nie występuje akt, można go natomiast zauważyć w malarstwie pompejańskim.
Na przełomie er akt rozpowszechnił się w Indiach, były to głównie przedstawienia apsaras i jaksziń. Przedstawiano też liczne sceny erotyczne.

### Średniowiecze
W średniowieczu sztuka jest w większym stopniu zainteresowana znakiem, niż obrazem rzeczywistości, stąd akt w swoim świeckim znaczeniu raczej nie występuje, nagość pojawia się jednak w przedstawieniach Adama i Ewy, lub grzeszników, o których zepsuciu miała naocznie zaświadczać.

### Renesans i manieryzm
Akt powraca w XV wieku, w Niderlandach, w Ołtarzu Gandawskim van Eycków i we Włoszech, gdzie podejmują ten temat m.in. Luca Signorelli i Antonio Pollaiuolo. Wówczas akty kobiece maluje się na podstawie ciała męskiego, dopiero początek XVI wieku przyniesie tu zmianę, we Włoszech tego czasu przedstawienie Wenus często gości na płótnach, od tej pory już nieprzerwanie akt będzie fundamentem artystycznego wykształcenia.
W tym czasie sztuka staje się coraz bardziej świecka. W 1401 roku akt, nawiązujący do antyku, pojawia się w scenie ofiarowania Izaaka, którą Lorenzo Ghiberti wygrywa konkurs na drzwi do florenckiego baptysterium. W roku 1430 Donatello rzeźbi swojego Dawida, również inspirowanego antykiem. Pod koniec wieku Sandro Botticelli maluje Narodziny Wenus i Primaverę, są to już śmiałe obrazy, choć wciąż jest to Venus pudica, czyli „Wenus skromna”. Rafael Santi ok. 1504 roku maluje Trzy Gracje, wszystkie już otwarcie nagie, jedna jest tylko osłonięta przezroczystą przepaską na biodrach.
Podobnie jawny charakter ma przedstawienie Adama i Ewy Albrechta Dürera namalowane w 1507 roku, na którym listki figowe są w porównaniu do tradycji w tym względzie dość małe.
Kolejną barierę przełamał Giorgione w 1508 roku, malując Śpiącą Wenus. Dłoń bogini położona na łonie jest już od pięciuset lat niezmiennie oskarżana o dość nieprzyzwoite ułożenie palców. Później pozycję Wenus powtórzy Tycjan w swojej Wenus z Urbino (1538) i nawiąże do niej jeszcze później Olimpią Édouard Manet.
Bardzo zmysłowe i dekadenckie w swej wymowie jest Zwycięstwo Czasu nad Miłością Agnolo Bronzino.

### Barok i rokoko
W malarstwie dworskim postępuje tendencja do zwiększania zmysłowości w aktach, najpełniej wyrazi to malarstwo rokoka, np. Jean-Honoré Fragonard i François Boucher.

### Malarstwo akademickie

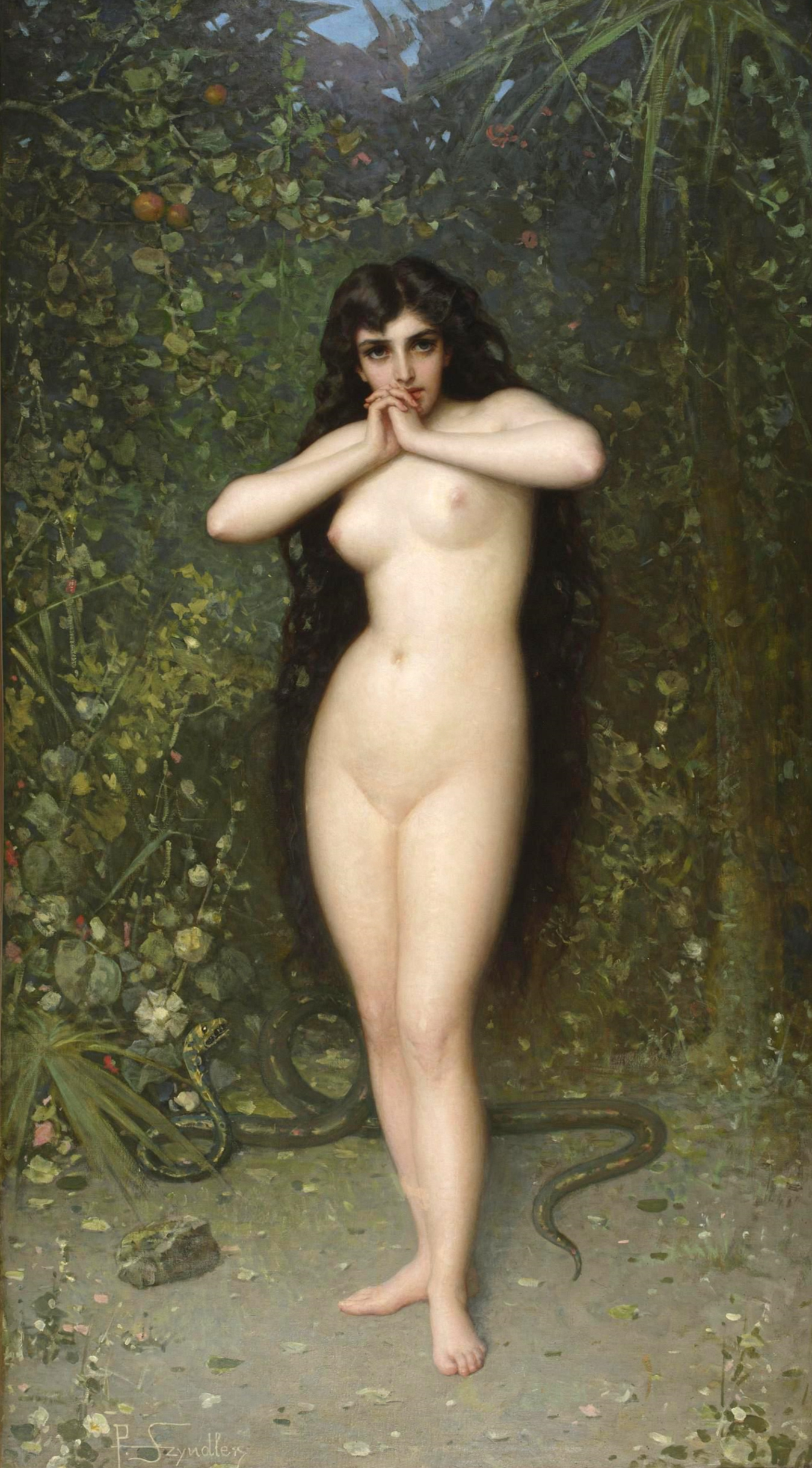
Akt malarski (Pantaleon Szyndler, Ewa)

### Impresjonizm
Edgar Degas

### Amedeo Modigliani
Akt Nu couché jest szóstym najdroższym sprzedanym obrazem.

### Akt fotograficzny
Mistrzowie aktu według redakcji SwiatObrazu.pl:
Araki Nobuyoshi, Jeff Bark, Aneta Bartos, Ruth Bernhard, Andreas H. Bitesnich, Bill Brandt, Manuel Álvarez Bravo, Harry Callahan, Lucien Clergue, Christian Coign, Antony Crossfield, Patrick Demarchelier, Sante D’Orazio, František Drtikol, Bill Durgin, Emmet Gowin, Sam Haskins, Horst P. Horst, Bill Kane, Tarun Khiwal, David LaChapelle, Thierry Le Goues, Annie Leibovitz, Herbert List, Robert Mapplethorpe, Steven Meisel, Sarah Moon, Felix-Jacques Antoine Moulin, Eadweard Muybridge, Helmut Newton, Malcolm Pasley, Irving Penn, Man Ray, Bettina Rheims, Leni Riefenstahl, Jan Saudek, Howard Schatz, Jeanloup Sieff, Tono Stano, Bert Stern, Roy Stuart, John Swannell, Antoine Verglas, Ellen von Unwerth, Bruce Weber, Edward Weston, Young Kyu Yoo.
Richard Avedon, Bruno Bisang, Sacha Dean Biyan, Sylvie Blum, Bob Carlos Clarke, Ralph Gibson, David Hamilton, Steven Lyon, Frank de Mulder, Jean-Baptiste Mondino, Erwin Olaf, Władysław Pawelec, Vincent Peters, Gabriele Rigon, Stefan Rappo, Jiří Růžek, Jock Sturges, Lothar Schmid, Kishin Shinoyama.

## Galeria

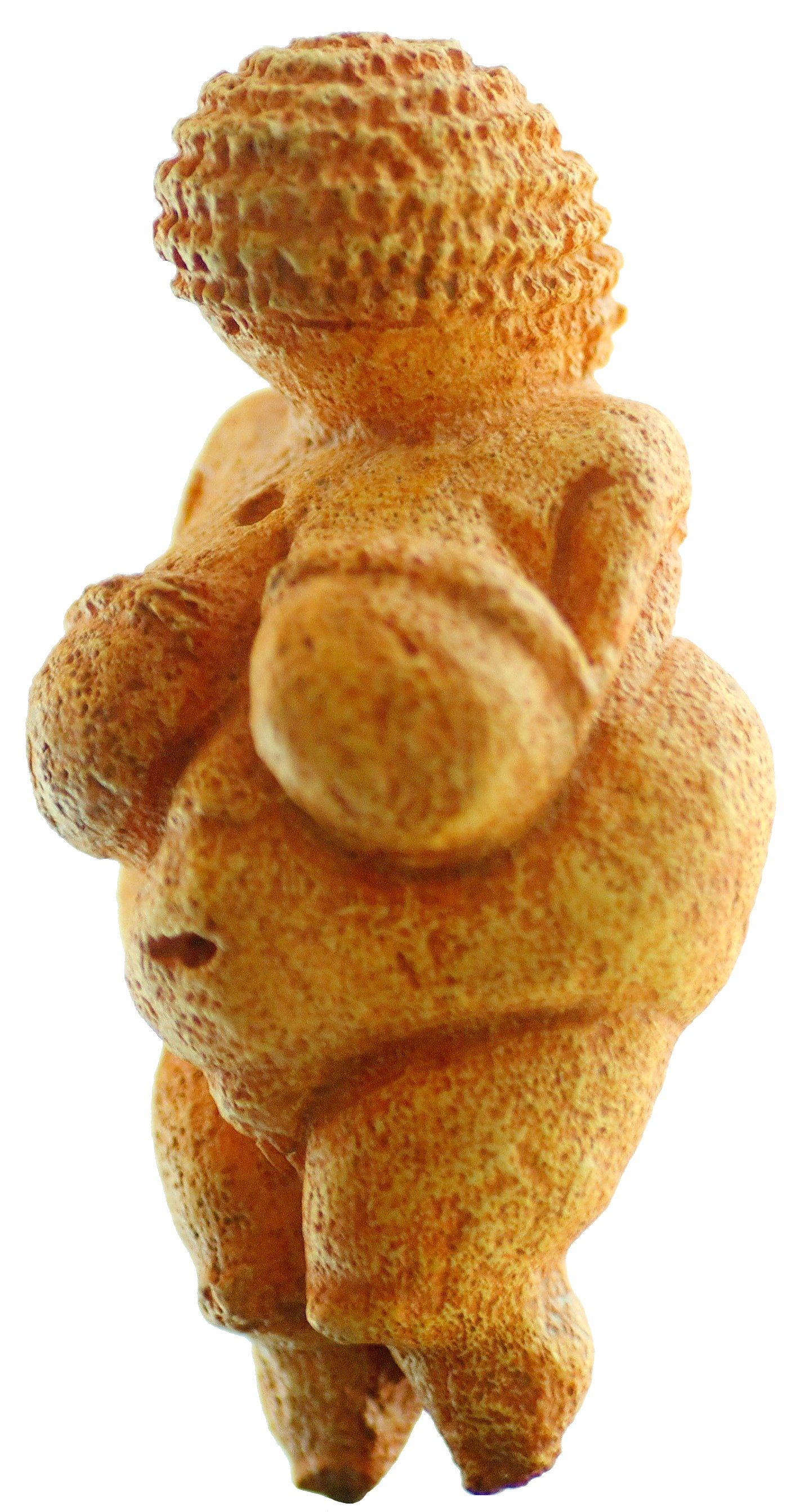
Wenus z Willendorfu
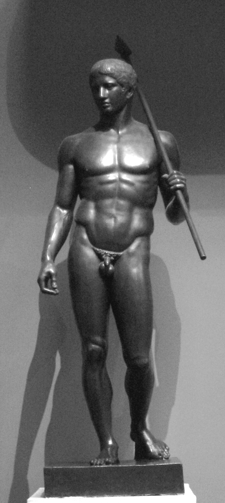
Poliklet,Doryforos, kopia
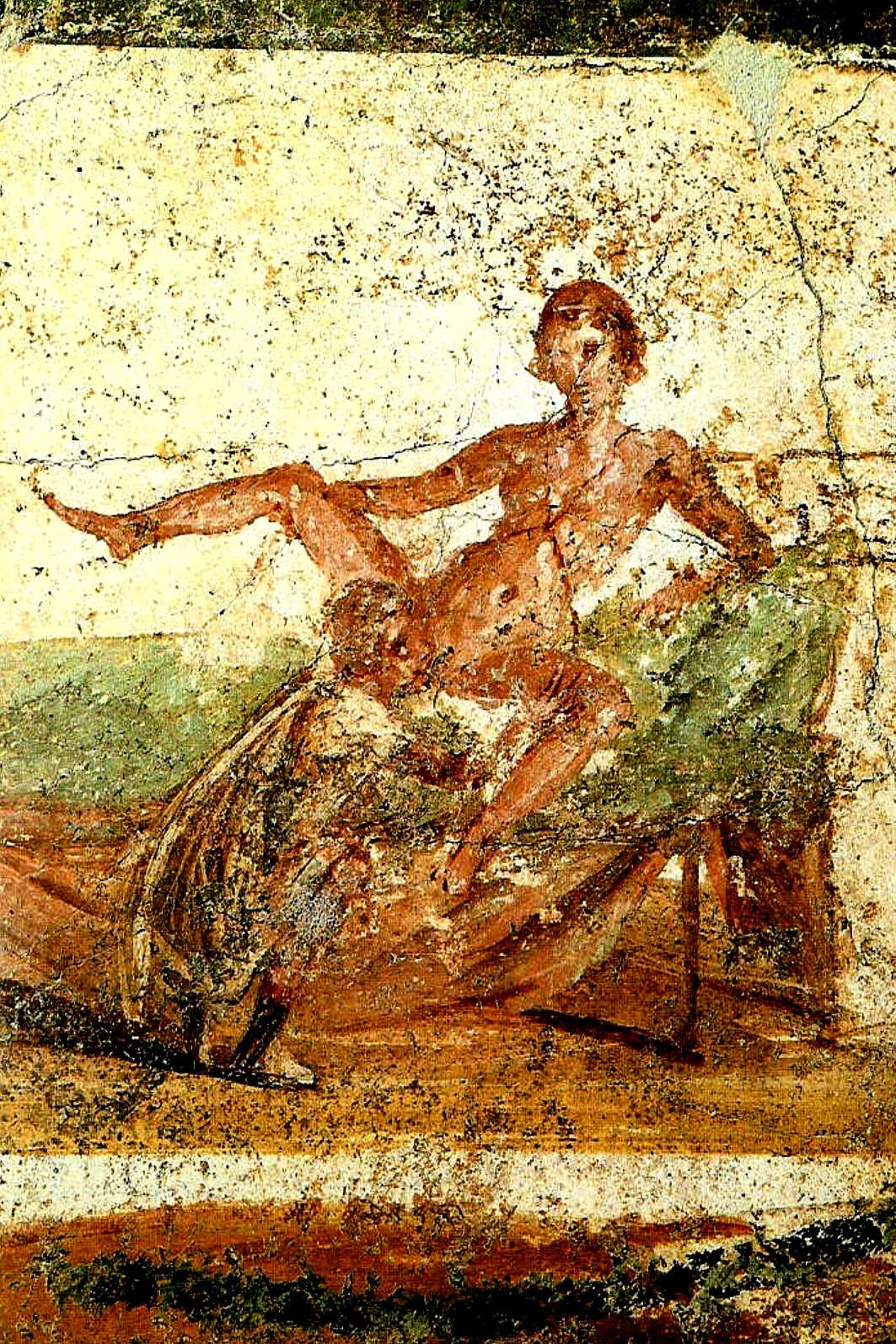
Scena erotyczna z fresków pompejańskich
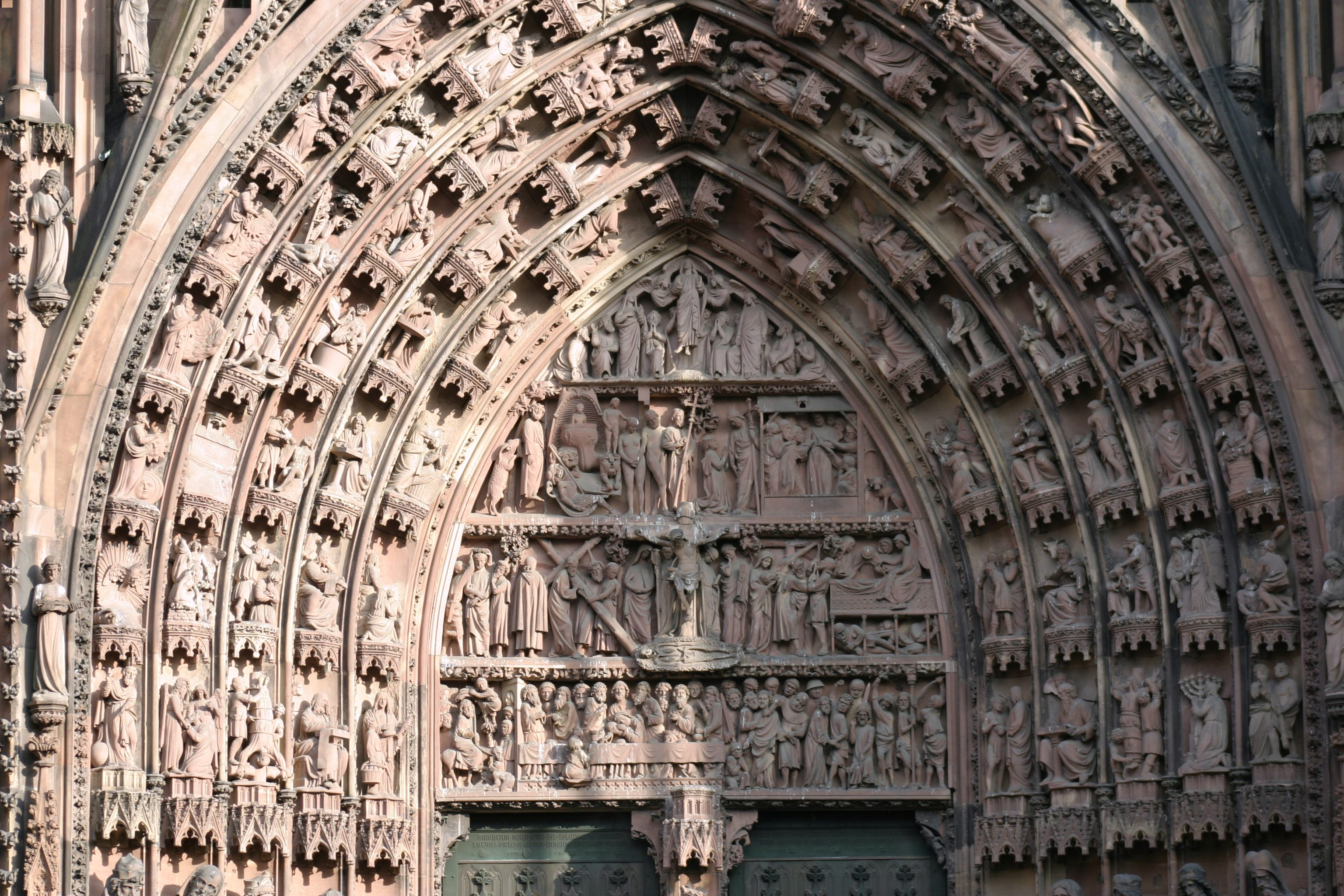
Tympanon głównego portalu katedry w Strasburgu, ok. 1220 – wśród postaci znajdują się nadzy Adam i Ewa – przykład średniowiecznego aktu
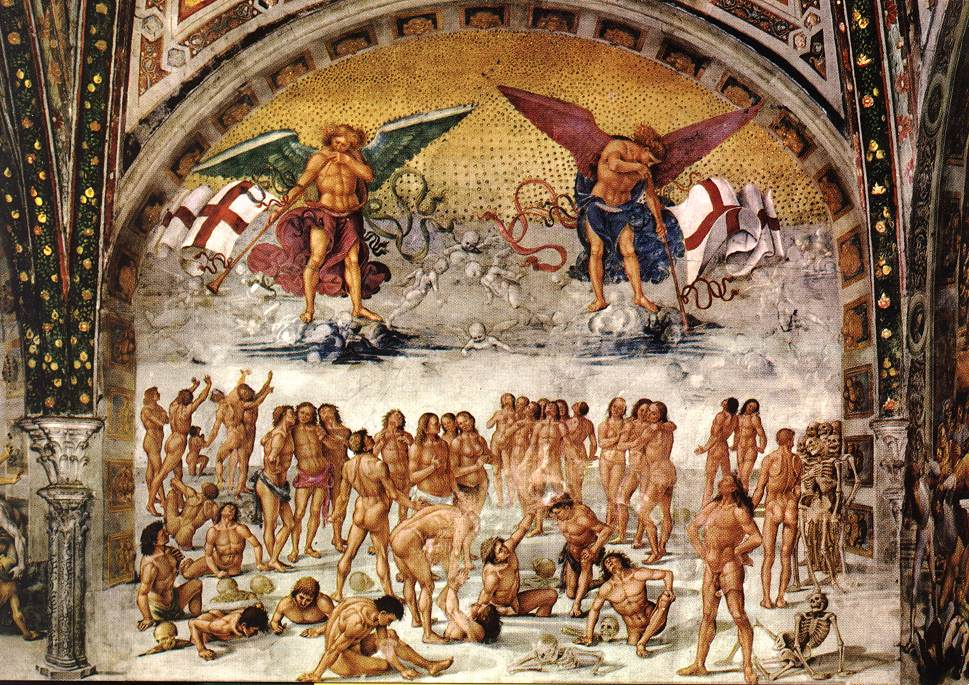
Luca Signorelli, Powstanie zmarłych
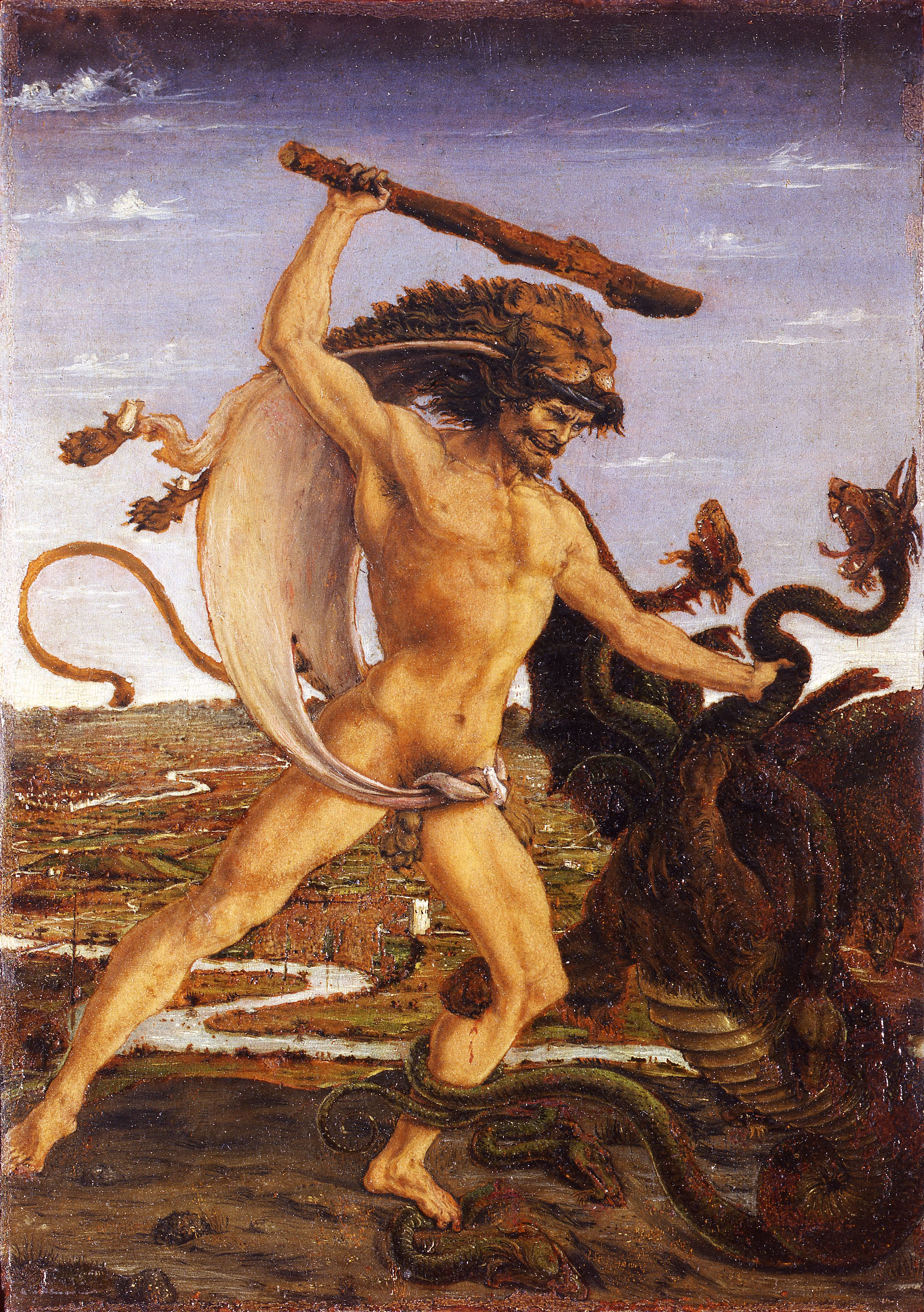
Antonio Pollaiuolo, Herkules walczący z hydrą
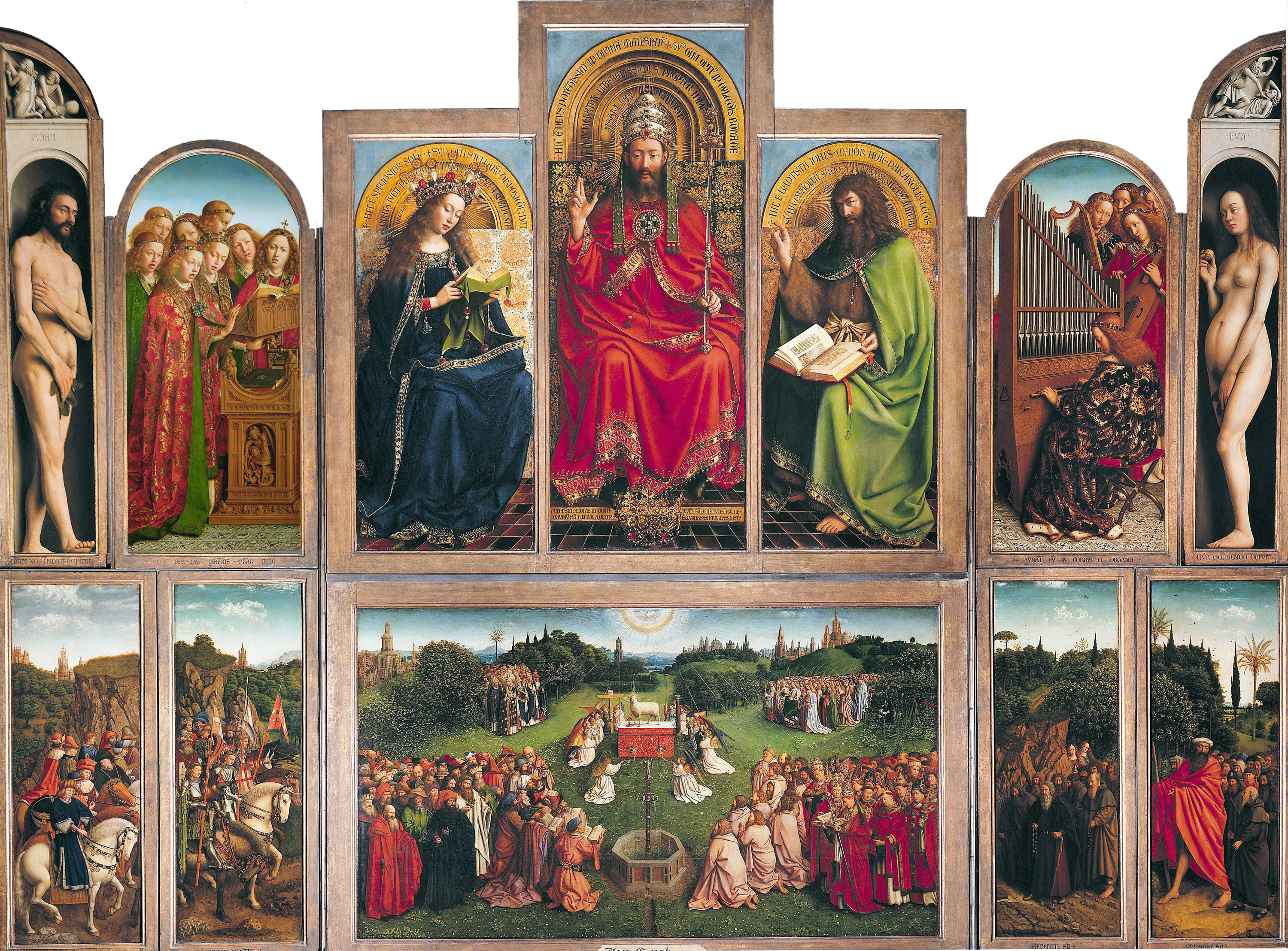
Ołtarz Gandawski Jana i Huberta van Eycków
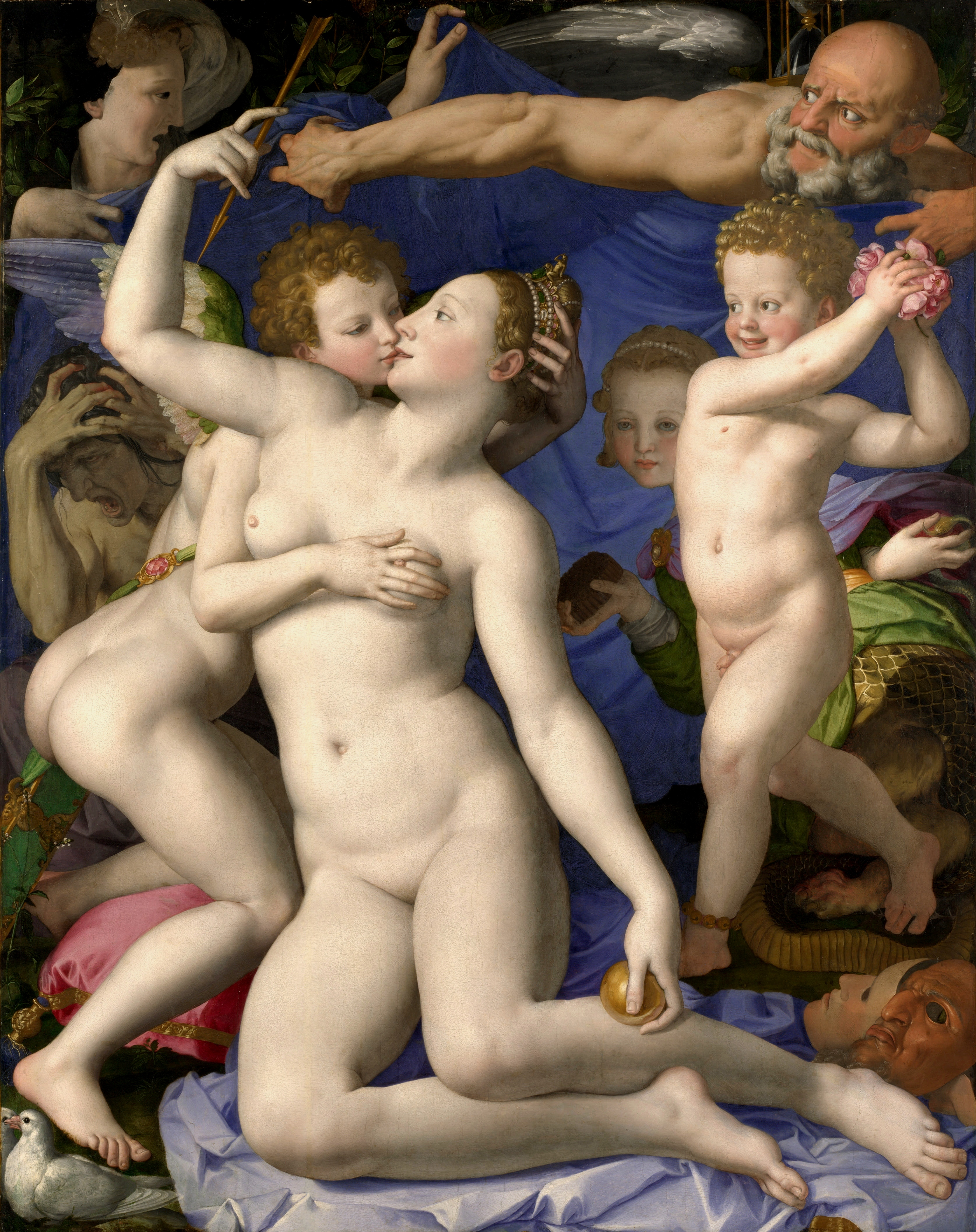
Agnolo Bronzino, Zwycięstwo Czasu nad Miłością
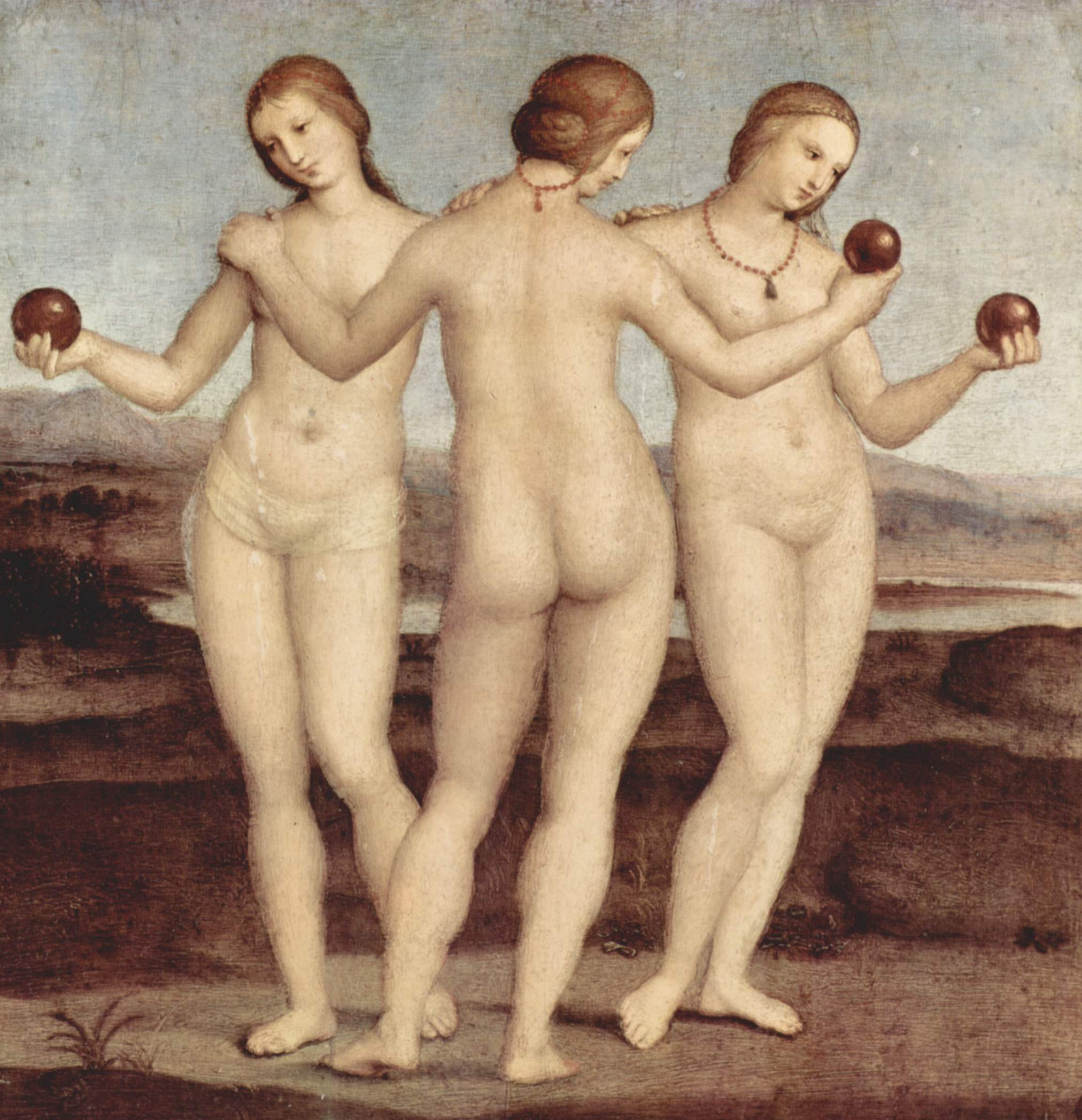
Rafael Santi Trzy Gracje
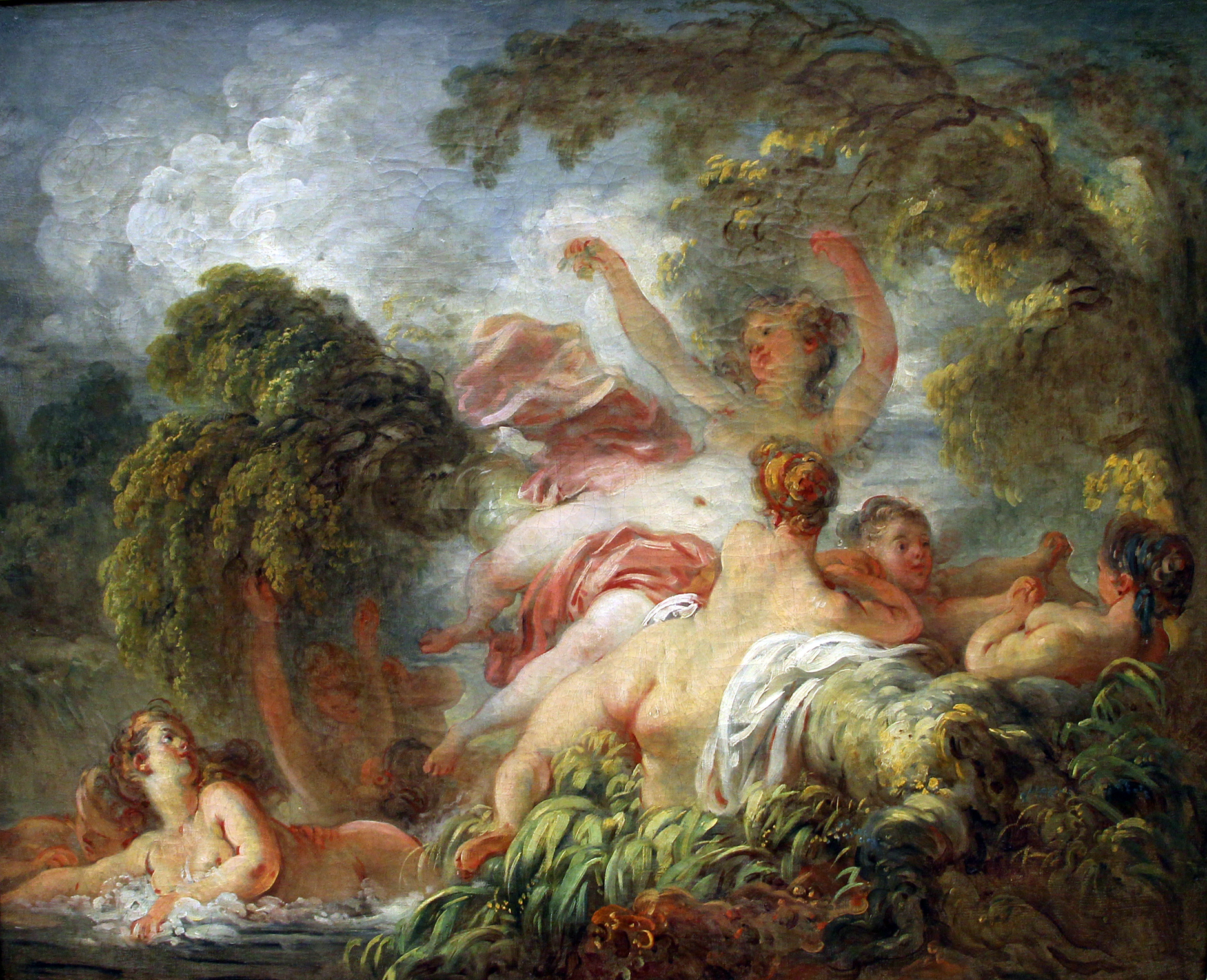
Jean-Honoré Fragonard, Kąpiące się.
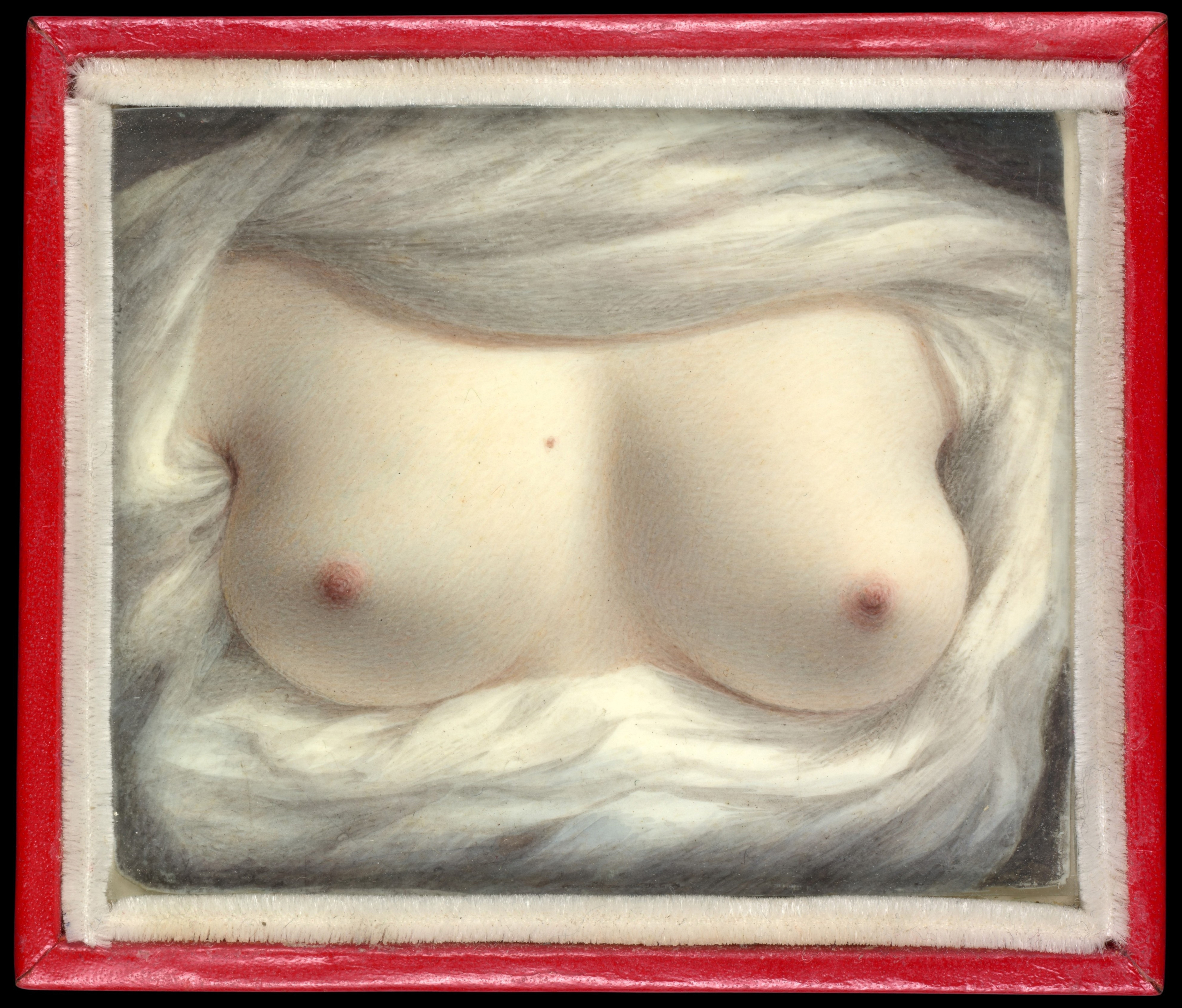
Sarah Goodridge, Piękno objawione, 1828
- Alfons Mucha (fotografia) 1903
- Augusto De Luca (fotografia) 1980